# Пирогов, Тимофей Ефимович
Тимофей Ефимович Пирогов (5 марта 1919, Мыловое, Херсонская губерния — 24 ноября 1981) — младший сержант Рабоче-крестьянской Красной Армии, участник Великой Отечественной войны, Герой Советского Союза (1943).

## Биография
Родился 5 марта 1919 года в селе Мыловое (ныне — Бериславский район Херсонской области Украины). После окончания семи классов школы работал в совхозе. В 1939 году Пирогов был призван на службу в Рабоче-крестьянскую Красную Армию. Участвовал в боях советско-финской войны. С начала Великой Отечественной войны — на её фронтах.
К январю 1943 года младший сержант Тимофей Пирогов командовал отделением 270-го стрелкового полка 136-й стрелковой дивизии 67-й армии Ленинградского фронта. Отличился во время прорыва блокады Ленинграда. 12 января 1943 года Пирогов переправился через Неву в районе села Марьино Кировского района Ленинградской области и принял активное участие в боях за удержание плацдарма, держа бесперебойную связь между командиром роты и подразделениями. 18 января 1943 года Пирогову было поручено доставить боевое донесение в штаб полка. По пути он столкнулся с группой немецких солдат и принял бой с ними, сам был ранен, но остался в строю и выполнил задачу.
Указом Президиума Верховного Совета СССР от 10 февраля 1943 года за «образцовое выполнение боевых заданий командования на фронте борьбы с немецкими захватчиками и проявленные при этом мужество и героизм» младший сержант Тимофей Пирогов был удостоен высокого звания Героя Советского Союза с вручением ордена Ленина и медали «Золотая Звезда» за номером 886.
После окончания войны Пирогов был демобилизован. Проживал и работал в городе Каховка Херсонской области Украинской ССР. Трагически погиб в авиакатастрофе 24 ноября 1981 года, похоронен в Каховке.
Был также награждён орденами Октябрьской Революции и Славы 3-й степени, рядом медалей.